# Municipio de Wayne (Míchigan)
El municipio de Wayne (en inglés: Wayne Township) es un municipio ubicado en el condado de Cass en el estado estadounidense de Míchigan. En el año 2010 tenía una población de 2654 habitantes y una densidad poblacional de 29,43 personas por km².

## Geografía
El municipio de Wayne se encuentra ubicado en las coordenadas 42°1′39″N 86°3′00″O / 42.02750, -86.05000. Según la Oficina del Censo de los Estados Unidos, el municipio tiene una superficie total de 90.17 km², de la cual 88,71 km² corresponden a tierra firme y (1,62 %) 1,46 km² es agua.

## Demografía
Según el censo de 2010, había 2654 personas residiendo en el municipio de Wayne. La densidad de población era de 29,43 hab./km². De los 2654 habitantes, el municipio de Wayne estaba compuesto por el 91,97 % blancos, el 1,73 % eran afroamericanos, el 1,54 % eran amerindios, el 0,41 % eran asiáticos, el 0,94 % eran de otras razas y el 3,39 % eran de una mezcla de razas. Del total de la población el 3,13 % eran hispanos o latinos de cualquier raza.